# Guerras Franco-Indígenas
As Guerras Franco-Indígenas, conhecidas em francês como Guerras Intercoloniais (Guerres intercoloniales), foram uma série de conflitos que ocorreram na América do Norte entre 1688 e 1763, alguns dos quais foram indiretamente relacionados com as guerras dinásticas europeias. O título "Guerra Franco-Indígena" (em inglês:  French and Indian War) no singular é usado nos Estados Unidos especificamente para o conflito de 1754–63, que foi a última das quatro guerras e compôs o teatro norte-americano da Guerra dos Sete Anos, e cujas consequências levaram à Revolução Americana. As Guerras Franco-Indígenas foram precedidas pelas Guerras dos Castores.
No Quebec, as diversas guerras são geralmente chamadas de Guerras Intercoloniais. Alguns conflitos envolveram forças espanholas e holandesas, mas todos colocaram o Reino da Grã-Bretanha, as suas colônias, e os seus aliados indígenas, de um lado, contra a França, as suas colônias, e os seus aliados indígenas, do outro. Uma causa motriz por trás das guerras foi o desejo de cada país de assumir o controle dos territórios do interior da América, bem como da região ao redor da Baía de Hudson; ambos foram considerados essenciais para o domínio do comércio de peles.

## Visão geral
As guerras norte-americanas e as guerras europeias associadas, em sequência, são:
| Anos de guerra | Guerra norte-americana | Guerra europeia              | Tratado                     |
| -------------- | --- | ---------------------------- | --------------------------- |
| 1688–1697      | Guerra do Rei Guilherme 1ª Guerra Intercolonial (em francês)                                                                                           | Guerra dos Nove Anos         | Tratado de Rijswijk (1697)  |
| 1702–1713      | Guerra da Rainha Ana 2ª Guerra Intercolonial Guerra de Dummer                                                                                          | Guerra da Sucessão Espanhola | Tratado de Utreque (1713)   |
| 1744–1748      | Guerra do Rei Jorge 3ª Guerra Intercolonial Guerra da Orelha de Jenkins                                                                                | Guerra da Sucessão Austríaca | Tratado de Aquisgrão (1748) |
| 1754–1763      | Guerra Franco-Indígena (nos EUA) Guerra dos Sete Anos (no Canadá) 4ª Guerra Intercolonial ou Guerra da Conquista (no Quebec) Guerra do Padre Le Loutre | Guerra dos Sete Anos         | Tratado de Paris (1763)     |

Nomear os conflitos a partir do monarca britânico da época é uma convenção na história dos Estados Unidos relacionada ao seu início de colonização europeia como colônias de maioria inglesa. A convenção canadense usa o nome do conflito europeu mais amplo (por exemplo, a "Guerra da Grande Aliança" em vez de "Guerra do Rei Guilherme") ou refere-se às guerras como Guerras Intercoloniais.
À medida que as guerras avançavam, a vantagem militar passou para o lado britânico. Isto foi principalmente o resultado da maior população e capacidade produtiva das colônias britânicas em comparação com as da França. Além disso, os britânicos tinham maior capacidade de reabastecer suas colônias e projetar poder militar por mar. Nos três primeiros conflitos, os franceses conseguiram compensar estes fatores em grande parte através de uma mobilização mais eficaz dos aliados indígenas, mas foram finalmente esmagados na quarta e última guerra.
A esmagadora vitória dos britânicos desempenhou um papel na eventual perda das suas treze colónias americanas. Sem a ameaça de invasão francesa, as colônias americanas viam pouca necessidade de proteção militar britânica. Além disso, o povo americano ressentiu-se dos esforços britânicos para limitar a sua colonização dos novos territórios franceses a oeste dosApalaches, conforme declarado na Proclamação de 1763, num esforço para aliviar a invasão dos territórios indígenas. Estas pressões contribuíram para a Guerra Revolucionária Americana.
As três primeiras Guerras Franco-Indígenas seguiram o mesmo padrão básico: todas começaram na Europa e depois se moveram para a América do Norte. Assim que o conflito eclodiu na América do Norte, foi travado principalmente por milícias coloniais. O conflito final quebrou esse padrão ao começar na América do Norte. Além disso, os britânicos usaram tropas mais regulares ao lado da milícia colonial. Eles devolveram quase nada do território francês conquistado durante a guerra. A França foi forçada a ceder o seu extenso território nos atuais Canadá e Louisiane. A vitória britânica nas Guerras Franco-Indígenas reduziu o império francês do Novo Mundo a São Pedro e Miquelão (duas ilhas ao largo da Terra Nova), algumas ilhas das Índias Ocidentais e Guiana Francesa.

## Guerra

### Metas operacionais

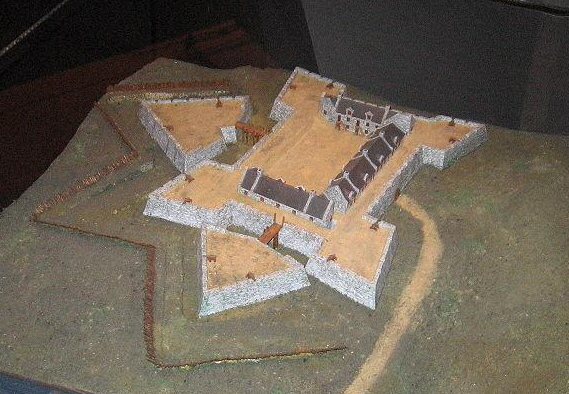
Fort Carillon controlava o transporte entre o Lago George e o Lago Champlain

Os beligerantes esforçaram-se, em geral, por controlar as principais rotas de transporte e comércio, não apenas as rotas marítimas que ligavam as colônias à metrópole, ou as rotas terrestres que existiam entre as diferentes colônias, mas também as principais rotas de comércio de peles que conduziam ao interior da América do Norte. Normalmente ocorriam ao longo de lagos e rios e se estendiam do Atlântico ao Mississippi. Muitas nações indígenas viviam por estas rotas e envolveram-se nas guerras entre as grandes potências da Europa. Os beligerantes construíram posições fortificadas nos principais centros de transporte e solicitaram a ajuda da população indígena local para defendê-las e atacar as posições inimigas.

### Táticas europeias

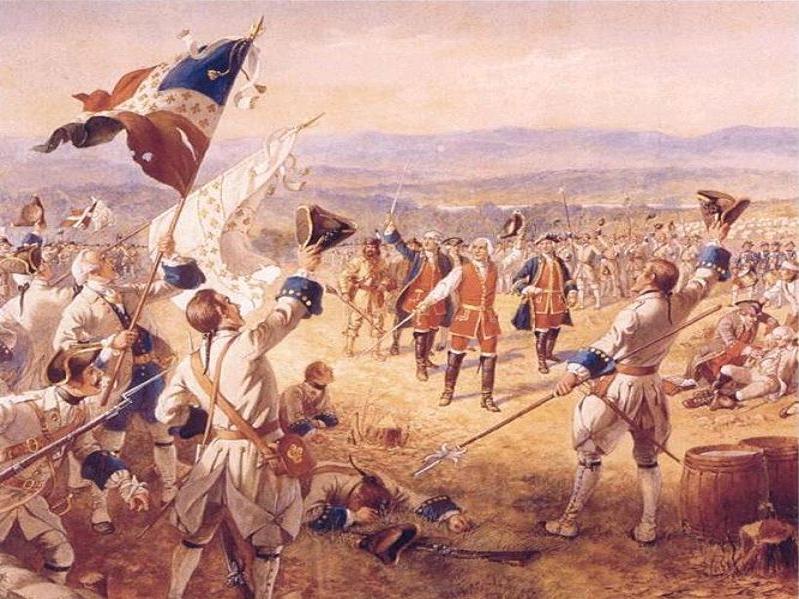
Em Carillon, os franceses obtiveram uma rara vitória numa batalha travada de acordo com as doutrinas táticas europeias

Uma visão comum é a de que os métodos de combate e as táticas militares europeias não foram adaptados às florestas americanas e à arte de guerra indígena. Conjectura-se, portanto, que os colonos ingleses conceberam novas técnicas de combate, inspiradas nos métodos de combate indígenas. Essas técnicas, que incluíam cobertura e emboscadas acentuadas, supostamente teriam sido a razão pela qual os colonos finalmente derrotaram os franceses e depois o exército britânico durante a Guerra Revolucionária Americana. Na realidade, porém, as Guerras Franco-Indígenas foram finalmente vencidas pela Grã-Bretanha através da aplicação de táticas europeias tradicionais. A Fortaleza de Louisbourg rendeu-se duas vezes após cercos conduzidos de acordo com as regras da guerra europeia, e a Batalha das Planícies de Abraão de 1759 foi uma batalha europeia travada em formações fechadas ao ar livre.

### Pequena guerra
Embora em última análise fúteis, os franceses lutaram de acordo com a doutrina tática que seus contemporâneos chamaram de la petite guerre, ou a guerra de guerrilha de hoje. A inferioridade numérica das forças francesas na América do Norte tornou impossível travar uma guerra de acordo com as táticas europeias padrão. Consequentemente, os franceses fizeram uso, em grande medida, de aliados indígenas. A pequena população francesa; a dependência da Nova França do comércio de peles, mutuamente rentável para os povos franceses e indígenas; e a ameaça comum das colônias britânicas tornaram os povos indígenas aliados voluntários. A Batalha de Monongahela foi a maior conquista das táticas de pequena guerra. Mas no final da Guerra Franco-Indígena, a superioridade numérica britânica tornou-se esmagadora, apesar de quase toda a população masculina do Canadá ter sido mobilizada e de as tácticas europeias padrão terem vencido a guerra.

## Forças militares europeias

### Britânicas
As forças militares britânicas consistiam nos regimentos regulares e companhias independentes do Exército Britânico, os regimentos provinciais levantados pelas diversas colônias da América Britânica, e a milícia colonial.

#### Exército Britânico
O Exército Britânico tinha dois tipos de unidades na América do Norte: regimentos regulares servindo nas colônias por um período de tempo mais ou menos longo, normalmente enviados para lá somente após o início da guerra, e companhias independentes, permanentemente baseadas nas colônias como guarnições de fortes e fortalezas. O Exército Britânico foi em grande parte recrutado entre as classes pobres e criminosas; no entanto, as companhias independentes tinham um estatuto inferior. Suas fileiras eram frequentemente preenchidas com pessoas que haviam deixado o serviço regular – principalmente ex-soldados, mas também desertores. Os oficiais eram frequentemente promovidos a suboficiais. As companhias independentes enraizaram-se na sociedade local, muitas vezes transformando o serviço militar numa atividade secundária da ocupação civil, permanecendo nas colônias após o termo do período de alistamento.

#### Tropas provinciais
Quando a guerra começou, as diversas colônias organizaram as suas próprias forças militares, tropas provinciais, através de alistamentos temporários. Os soldados vinham das classes mais baixas da sociedade, o que não reforçava a sua fiabilidade ou eficiência. A Baía de Massachusetts, Nova Iorque e Connecticut geralmente mobilizavam grandes contingentes, enquanto as colônias do sul sempre contribuíam com muita relutância para a causa imperial. O Exército Britânico não tinha opiniões elevadas sobre a capacidade de combate das tropas provinciais, com exceção das unidades de rangers. Durante as operações conjuntas, as tropas provinciais estavam sujeitas aos muito estritos Artigos de Guerra britânicos. Os oficiais das tropas provinciais tinham uma posição relativa inferior à dos oficiais do exército regular; um oficial de campo provincial classificado como capitão britânico sênior, embora esses oficiais fossem membros da elite colonial, muitas vezes membros de legislaturas coloniais. As disputas relativas à posição e ao precedente entre oficiais regulares e provinciais eram comuns. Os oficiais provinciais subalternos eram muitas vezes oficiais de milícias populares, que facilmente podiam recrutar uma companhia de homens.

#### Milícia colonial
Cada colônia tinha sua própria milícia, que em princípio continha todos os homens fisicamente aptos de 16 a 60 anos de idade. Na realidade, porém, a adesão à milícia estava restrita aos membros mais substanciais da sociedade, uma vez que cada miliciano tinha de se munir de um mosquete, mochila, pólvora, balas, pederneiras e espada. Cada comunidade local organizou sua própria milícia. Os oficiais eram nomeados pelo governador ou eleitos pelos homens. A principal tarefa da milícia local era a defesa local, raramente servindo no campo, mas atuando como uma guarda domiciliar mais ou menos eficiente.

### França
As Compagnies Franches de la Marine, os fuzileiros navais coloniais, continham o núcleo das forças militares da Nova França. Foi somente durante a Guerra Franco-Indígena que unidades do Exército Real francês foram transferidas para o Canadá. A milícia colonial era mais importante do que a sua homóloga na América Britânica.

#### Marinha
As colônias francesas eram administradas através do secretário de estado da marinha, e tropas navais guarneciam a Nova França. Os fuzileiros navais franceses foram organizados em companhias independentes chamadas Compagnies franches. Durante a Guerra Franco-Indígena, companhias de artilheiros-bombardeiros navais também estavam estacionadas na América do Norte. As outras patentes dos fuzileiros navais foram alistadas na França, mas o corpo de oficiais tornou-se cada vez mais canadense através do recrutamento de filhos de oficiais. Todas as promoções foram por mérito; a compra de comissões foi proibida. Os guardas britânicos foram uma tentativa de replicar as táticas dos fuzileiros navais coloniais franceses. O regimento suíço de Karrer também operou sob o comando da Marinha Real francesa. Seu depósito ficava em Rochefort, mas suas companhias serviam na América do Norte e no Caribe.

#### Exército francês
Em 1754, seis batalhões dos regimentos Artois, Béarn, Bourgogne, Guyenne, Languedoc e La Reine foram transferidos para a Nova França. Em 1757, dois batalhões adicionais chegaram de Royal Roussilon e La Sarre, seguidos no ano seguinte por dois batalhões de Berry. Uma companhia de artilharia também foi enviada pelo Atlântico.

#### Milícia colonial
A milícia colonial canadense desfrutava de um moral e capacidade de batalha substancialmente mais elevados do que as tropas provinciais britânicas e a milícia das colônias britânicas. Entretanto, isso se dava somente quando eles eram empregados como guardas domésticos ou como guerreiros da selva. Além de um papel de combate, a milícia canadense também cumpriu tarefas importantes fora das linhas de combate, como transporte e construção de estradas.

## Aliados indígenas

### Aliados britânicos
A Liga Iroquesa desempenhou um importante papel estratégico na luta entre a Grã-Bretanha e a França pelo nordeste da América devido à sua localização a leste e ao sul do Lago Ontário. A agressiva política militar e comercial da Liga deu às cinco nações iroquesas o controle de grandes partes do país, forçando à submissão muitas nações indígenas menores. Os iroqueses usaram a Covenant Chain para se juntar à colônia de Nova Iorque e outras colônias britânicas em um pacto que no geral beneficiou ambas as partes e, em última análise, foi desastroso para a França.

### Aliados franceses
A França reconheceu a independência das tribos indígenas ao mesmo tempo que reivindicava a soberania sobre o seu território, bem como o direito de defender a causa dos seus aliados indígenas face a outras potências europeias. Os aliados franceses aceitaram este protetorado, uma vez que permitia o autogoverno e um estilo de vida tradicional. Os micmac e os abenaki aceitaram o catolicismo, uma vez que este confirmou a sua aliança com os franceses contra os colonos britânicos na Nova Escócia. Ao lado dos micmac e dos abenaki, os principais aliados da França eram os indiens domiciliés (índios residentes) que viviam nas missões católicas na Nova França. Muitos deles eram mohawk de seu território anterior no centro de Nova Iorque, mas também havia membros de outras tribos da Nova Inglaterra. A fuga dos ataques dos colonos da Nova Inglaterra durante e após a Guerra do Rei Filipe motivou seu deslocamento para o território francês. Ao final das Guerras Franco-Indígenas, todos os povos indígenas residentes juntaram-se à confederação das Sete Nações do Canadá.

### Guerra branca-indígena
Um padrão de guerra emergiu durante os confrontos entre as potências coloniais europeias e os povos indígenas americanos que caracterizaram as quatro principais Guerras Franco-Indígenas. A complexa rede de relações foi fundamental entre algumas tribos indígenas e algumas colônias, as tribos indígenas tornando-se aliadas das potências coloniais. Essas alianças foram resultado dos laços econômicos formados pelo comércio de peles e pela necessidade de aliados das tribos indígenas contra seus rivais indígenas. A guerra incluiu o abuso generalizado e crescente de civis por todos os lados, nos quais foram atacados assentamentos, tanto coloniais quanto indígenas, os residentes foram mortos ou sequestrados, e casas e plantações foram queimadas.